# Centrale unique des travailleurs du Chili
Pour les articles homonymes, voir CUT.
La Centrale unique des travailleurs du Chili (en espagnol Central Única de Trabajadores de Chile, CUT) fut la principale centrale syndicale du Chili entre 1953 et 1973. 
Fondée dans le but de rassembler l’ensemble du mouvement ouvrier chilien dans un seul et même syndicat, la CUT est dissoute après le coup d'État du 11 septembre 1973

## Histoire
La Centrale Unique des Travailleurs du Chili (CUT) tient son congrès constitutif en février 1953. Elle est le résultat de la fusion des deux factions de la Confédération des travailleurs du Chili (CTCH, divisée depuis 1946 entre une faction communiste et une faction socialiste), du Mouvement unitaire national des travailleurs (MUNT, anarchosyndicaliste), du Comité relationnel de l’unité syndicale (CRUS), du Conseil national des employés du Chili (JUNECH) et du Mouvement d’unité syndical (MUS). Toutes ces structures avaient été préalablement membres du Comité national de l’unité syndicale (CNUS) créé en mai 1952.

Afin d’éviter les divisions, la décision est prise de ne faire adhérer la CUT à aucune organisation syndicale internationale (FSM, CISC et CISL)
Au vu de la composition du Conseil directeur national (conseil exécutif du syndicat), il apparaît rapidement que les socialistes et les communistes sont hégémoniques au sein de la CUT. Cette hégémonie se fait au détriment d’autres groupes politiques présents au sein de la CUT, notamment les radicaux et les démocrates-chrétiens. 
Au cours de son existence, la CUT va appeler à 12 reprises à la grève générale : 1954 (1) 1955 (1), 1956 (1), 1960 (2) 1962 (1), 1964 (2), 1966 (1), 1967 (1), 1969 (1) et 1970 (1).

En 1969, elle signe un accord avec le gouvernement qui établit une politique salariale pour l’année 1970. Cet accord sera réactualisé chaque année jusqu’au coup d’Etat de 1973.
La CUT décide d’appuyer le gouvernement d’Unité Populaire mené par Salvador Allende à partir de 1970. 

Le 4 janvier 1972 la loi n°17594 est promulguée. Elle accorde à la CUT la personnalité juridique et prévoit des mécanismes de financement pour ses activités. La loi reconnaît aussi le rôle de la CUT dans le processus national de planification économique et dans la gestion des entreprises.

Cette proximité de la CUT avec le gouvernement de Salvador Allende, renforcée par le fait que les dirigeants de la centrale syndicale sont alors tous adhérents à des partis composant l’Union Populaire, ne va pas sans poser certains problèmes. Ainsi il devient très difficile pour les travailleurs issus du courant démocrate-chrétien de militer dans la CUT, le Parti démocrate-chrétien chilien étant dans l’opposition au gouvernement d’Union Populaire. De même, une partie de la base ouvrière se radicalise et crée les cordones industriales, sorte de conseils ouvriers de base qui échappent au contrôle de la CUT et remettent parfois en cause ses décisions.
Après le coup d’État de Pinochet le 11 septembre 1973, la CUT est dissoute et ses biens sont saisis.

En 1974 à Paris, des militants de la CUT en exil créent le Comité extérieur de la CUT (CEXCUT). Dirigé par Luis Figueroa (communiste), Rolando Calderon (socialiste) et Eduardo Rojas (MAPU), le CEXCUT entend servir de lien entre le mouvement syndical chilien et les organisations politiques anti-Pinochet. Il intègre le Comité Politique de l'Unité Populaire en exil jusqu’à sa dissolution en 1980.

## Organisation de la CUT
Au niveau national, l’organe exécutif de la CUT était le Conseil directeur national (Consejo Directivo Nacional) dont les membres étaient élus par les délégués lors des Congrès nationaux.  A une échelle plus restreinte, l’exécutif était assuré par des conseils provinciaux, communaux ou locaux. 

Par ailleurs, les fédérations membres de la CUT se réunissaient au sein du Conseil des fédérations (Consejo de Federaciones).

L’organe décisionnel suprême était le Congrès national (Congreso Nacional). Entre les différentes sessions du Congrès, l’organe décisionnel était la Conférence nationale (Conferencia Nacional). 
Les présidents successifs de la CUT furent Clotario Blest (indépendant, 1953-1961), Juan Campos (communiste, 1961-1962), Oscar Núñez Bravo (socialiste, 1962-1965) et Luis Figueroa Mazuela (communiste, 1965-1973)
La composition du Conseil directeur national par forces politiques fut la suivante :
| Année                                                        | 1953 | 1957 | 1959 | 1962 | 1965 | 1968 | 1972 |
| ------------------------------------------------------------ | ---- | ---- | ---- | ---- | ---- | ---- | ---- |
| Parti communiste                                             | 5    | 10   | 12   | 6    | 11   | 14   | 18   |
| Parti socialiste                                             | 3    | 10   | 8    | 5    | 9    | 8    | 16   |
| Parti socialiste populaire                                   | 4    | /    | /    | /    | /    | /    | /    |
| Socialistes dissidents                                       | 3    | 1    | /    | /    | /    | /    | /    |
| Parti radical                                                | 2    | 4    | (a)  | 1    | (a)  | 2    | 2    |
| Phalange nationale/Parti démocrate-chrétien à partir de 1957 | 2    | 4    | (a)  | 3    | (a)  | 3    | 16   |
| Anarchistes                                                  | 3    | /    | /    | /    | /    | /    | /    |
| Indépendants                                                 | 3    | 1    | 1    | /    | /    | /    | /    |
| Mouvement de la gauche révolutionnaire (MIR)                 | /    | /    | /    | /    | /    | 1    | 1    |
| Mouvement d'action populaire unitaire (MAPU)                 | /    | /    | /    | /    | /    | /    | 2    |
| Total CDN                                                    | 25   | 30   | 21   | 15   | 20   | 28   | 55   |

(a)= refus de participer à l’élection du Comité directeur national